# Мартинон, Жан
Жан Мартинон (фр. Jean Martinon; 10 января 1910, Лион — 1 марта 1976, Париж) — французский дирижёр и композитор.

## Биография
Мартинон родился в Лионе, где он начал свое образование. Учился в Парижской высшей национальной консерватории музыки и танца у Альбера Русселя (композиция) и Шарля Мюнша (дирижирование). Он служил во французской армии, во время Второй мировой войны был арестован и заключён в тюрьму, в тюрьме написал, в частности, «Песню узников» (фр. Chant des captifs).
В 1946 году возглавил оркестр филармонии Бордо. В дальнейшем был художественным руководителем и главным дирижёром таких коллективов, как Израильский филармонический оркестр (1957—1959), оркестр Ламурё (1957—1961), Чикагский симфонический оркестр (1963—1968), Национальный оркестр Франции (1968—1973), Гаагский филармонический оркестр (1975—1976). Наибольший интерес как дирижёр проявлял к французской и русской музыке начала XX века, а также к творчеству Густава Малера.
В творческом наследии Мартинона-композитора центральное место занимают его концерты для скрипки и виолончели с оркестром, впервые исполненные соответственно Генриком Шерингом и Пьером Фурнье, оратория «Нарцисс Саронский, или Песнь Песней» (фр. Le Lis de Saron ou le Cantique des Cantiques; 1952), Четвёртая симфония (1965).
Он был национальным покровителем студенческой организации Delta Omicron, международного профессионального музыкального братства.
Ему был поставлен диагноз «рак костей», когда он руководил Симфоническим оркестром Сан-Франциско. Он умер в Париже.